# Душек
Душек или мадрац је врста еластичног улошка за кревет са опругама који може бити пуњен разним материјалима (вода, вуна, памук итд). Душек се обично покрива или уграђује у оквиру кревета. Његова намена је да омогући што удобнији положај људског тела приликом спавања или лежања на њему.
Реч душек је турског порекла (од döşek), а мадрац немачког (од matratze).